# Động đất Laghman 2013
Động đất Laghman 2013 (tiếng Ba Tư: زمین‌لرزه ۱۳۹۲ لغمان) là trận động đất xảy ra vào lúc 14:25 (theo giờ địa phương), ngày 24 tháng 4 năm 2013. Trận động đất có cường độ 5,6 Mw, tâm chấn độ sâu khoảng 63,8 km. Hậu quả trận động đất đã làm 18 người chết, 130 người bị thương, 345 ngôi nhà bị hư hại.